# This Is My Life (låt av Eurobandið)
This Is My Life är en låt framförd av Eurobandið. Den är skriven av Örlygur Smári, Paul Oscar och Peter Fenner.
Låten var Islands bidrag i Eurovision Song Contest 2008 i Belgrad i Serbien. I semifinalen den 22 maj slutade den på åttonde plats med 68 poäng vilket kvalificerade bidraget för finalen den 24 maj. Där slutade det på fjortonde plats med 64 poäng.